# Dietmar Hopp
Pour les articles homonymes, voir Hopp.
Dietmar Hopp, né le 26 avril 1940 à Heidelberg, est un entrepreneur et milliardaire allemand. Il est l'un des fondateurs en 1972 de la société informatique SAP AG avec d'autres anciens salariés d'IBM, Hans Werner Hector, Klaus Tschira, Claus Wellenreuther et Hasso Plattner. Selon le magazine américain Forbes, il possède la 86e fortune mondiale en 2020 avec environ 18 milliards de dollars.

## Investissements
Hopp ne s'est pas contenté de conserver ses actions SAP : il a investi dans d'autres domaines jugés prometteurs.

### SAP
Il a été président directeur général exécutif de SAP de 1988 à 1998, puis président du conseil de surveillance jusqu'en 2003. Il avait alors 8 % du capital de l'entreprise, part réduite à 5,03 % en 2020, soit une valeur de 8 milliards d'euros au 15 août 2020.

### Football
Hopp est aussi le soutien financier du TSG 1899 Hoffenheim, club de football de la Bundesliga allemande et où il a joué dans sa jeunesse. Il en prit le contrôle en 1990, alors que le club du village d'Hoffenheim jouait dans l'équivalent de la 8e division allemande. Le club a accédé à la première division à l'issue de la saison 2007/2008. Jusqu'à cette accession le club jouait dans le Dietmar Hopp Stadion. Hopp a investi 40 millions d'euros pour la construction d'un nouveau stade qui a ouvert en janvier 2009.
Cet investissement a été critiqué du fait que la part de Hopp dans le capital du club dépasse 50 %, lui donnant de fait le pouvoir de diriger le club s'il le souhaitait, alors qu'en Allemagne il est tacitement admis qu'un actionnaire capitaliste ne doit pas diriger un club de football.

### Hockey sur glace
Son fils aîné Daniel est le principal actionnaire et l'un des dirigeants du club Adler Mannheim.

### Golf
Il a racheté le Domaine de Terre Blanche (en) à Tourrettes à Sean Connery et des associés à la fin des années 1990. Il y a fait réaliser d'importants aménagements et le domaine est devenu le meilleur golf de France en 2017. Son plus jeune fils, Oliver, est le patron de ce domaine d'exception de 286 ha, proche de Cannes.

### Biotechnologies
Hopp a commencé à investir massivement dans les biotechnologies à partir de 2005, en créant le dievini Hopp Biotech Holding. Cette holding possède notamment environ 50 % du capital de CureVac, dont l'introduction en bourse du NASDAQ du 14 août 2020 a fait flamber la valeur des actions à 55,9 dollars, portant la valeur de la participation de Hopp à environ 3,8 milliards de dollars.

## Honneur
L'astéroïde (210432) Dietmarhopp est nommé en son honneur.